# ユルゲン・ゾイメル
ユルゲン・ゾイメル（Jürgen Säumel、1984年9月8日 - ）はオーストリア出身の同国代表サッカー選手。ポジションはミッドフィルダー。
15歳でオーストリア・ブンデスリーガに属するSKシュトゥルム・グラーツにスカウトされ、同クラブのサテライトチームへ移籍、18歳でトップチームに昇格、20歳で同チームの主将に任命された。サッカーオーストリア代表レベルでは各年代の代表チームで合計33試合に出場、U19ヨーロッパ選手権3位の成績を経験した。
2008年7月にセリエAのトリノFCへ移籍した。

## 獲得したタイトル
- UEFA U-19欧州選手権　3位　（2003）